# 花棘䱻
花棘䱻（学名：Hemibarbus umbrifer）为輻鰭魚綱鯉形目鲤科䱻屬的鱼类。在中国，分布于珠江水系等，常生活于江河湖泊缓流区。该物种的模式产地在广西。體長可達18.9公分。

## 扩展阅读
維基物種上的相關：花棘䱻